# GrimE
GrimE är en spelmotor avsedd för äventyrsspel som skapades av LucasArts i och med spelet Grim Fandango. Tidigare hade LucasArts använt och vidareutvecklat spelmotorn SCUMM i hela tio år. Med GrimE kunde spelen för första gången ta steget ut i den tredje dimensionen om än bara delvis. Spelmotorn hanterar tredimensionella objekt på en tvådimensionell bakgrund.
Efter Grim Fandango användes GrimE bara i ytterligare ett spel, Escape from Monkey Island. Detta beror lika mycket på begränsade utvecklingsmöjligheter i själva spelmotorn som att LucasArts inte längre producerar äventyrsspel.